# Sarāb-e Shāhīnī
Sarāb-e Shāhīnī är en ort i Iran.   Den ligger i provinsen Kermanshah, i den västra delen av landet, 500 km väster om huvudstaden Teheran. Sarāb-e Shāhīnī ligger 1 425 meter över havet och antalet invånare är 182.
Terrängen runt Sarāb-e Shāhīnī är kuperad åt nordost, men åt sydväst är den platt. Runt Sarāb-e Shāhīnī är det ganska tätbefolkat, med 100 invånare per kvadratkilometer. Närmaste större samhälle är Kamareh-ye Soflá, 3,4 km sydväst om Sarāb-e Shāhīnī. Omgivningarna runt Sarāb-e Shāhīnī är i huvudsak ett öppet busklandskap.